# Guerre des cochons
Ne doit pas être confondu avec Guerre du cochon.
La guerre des cochons est un conflit économique (1906-1911) dans lequel l'Empire austro-hongrois impose un blocus des frontières du royaume de Serbie, interdisant, entre autres, leurs exportations de viande porcine vers la double monarchie. Cette guerre est appelée, en serbe, la « guerre des frontières » (Царински рат : Carinski rat) et en allemand Schweinekrieg.

## Événements précurseurs
Au début du XXe siècle, la Serbie n'est, au moins économiquement, guère plus qu'un satellite de l'empire des Habsbourg. À cette époque, le principal produit d’exportation de la Serbie est le porc à destination de l'Empire austro-hongrois. Quand la Serbie décide, pour gagner un peu d'indépendance, d'ouvrir de nouveaux marchés vers d'autres pays, particulièrement la Bulgarie et la France, le gouvernement austro-hongrois décide de multiplier les sanctions économiques à l'encontre du royaume. Plus précisément, pour réduire sa dépendance économique envers l'Empire austro-hongrois, la Serbie commence à importer des munitions françaises plutôt qu’autrichiennes et établit en 1905 avec la Bulgarie une union douanière. Les produits autrichiens deviennent de par leur prix invendables en Serbie.

## La «guerre»
L'Autriche répond en 1906 en fermant ses frontières à la viande de porc serbe mais cette action échoue et la Serbie trouve d'autres acquéreurs pour son porc. La Serbie, qui refuse de s'agenouiller devant Vienne, obtient des prêts de la France pour développer son industrie destinée au commerce international, achète des produits à l'Allemagne, et fait pression sur les provinces de Bosnie et d’Herzégovine, administrées par l'Autriche, pour avoir un accès sur la mer Adriatique. On peut le constater en lisant les statistiques de l'époque publiées dans l'édition de 1911 de l'Encyclopædia Britannica :
|                                     | 1904  | 1905  | 1906  | 1907  | 1908  |
| ----------------------------------- | ----- | ----- | ----- | ----- | ----- |
| Exportations (milliers de £)        | 2 486 | 2 879 | 2 864 | 3 259 | 3 019 |
| Importations (milliers de £)        | 2 437 | 2 224 | 1 773 | 2 823 | 3 025 |
| Balance commerciale (milliers de £) | 49    | 655   | 1 091 | 436   | -6    |
| Exportations/Importations (%)       | 102   | 129   | 162   | 115   | 100   |

L'Empire russe soutient les actions serbes et la guerre entre l'Autriche-Hongrie et la Russie n'est évitée que par l'ultimatum allemand de 1909 demandant l'arrêt des aides russes à la Serbie.

## Conséquences
Ce conflit joue un rôle important dans la décision de l'Autriche-Hongrie d'attaquer la Serbie en 1914. Ce conflit est une des causes de la crise bosniaque.

### Sources
- (en) Cet article est partiellement ou en totalité issu de l’article de Wikipédia en anglais intitulé « Pig War (Serbia) » (voir la liste des auteurs).

### Articles annexes
- Crise bosniaque